# Anthemus borealis
Anthemus borealis är en stekelart som beskrevs av Prinsloo och Neser 1989. Anthemus borealis ingår i släktet Anthemus och familjen sköldlussteklar. Inga underarter finns listade i Catalogue of Life.